# The Typerwriter
"The Typewriter" és una composició breu de música lleugera del compositor estatunidenc Leroy Anderson, que inclou una màquina d'escriure real com a instrument de percussió.

## Composició
Anderson va completar "The Typewriter" el 9 d'octubre de 1950 a Woodbury, Connecticut. "The Typewriter" es va presentar per primer cop el 8 de setembre de 1953 durant un enregistrament que Anderson i la Boston Pops Orchestra van fer a la ciutat de Nova York per a Decca Records. Anderson va compondre la melodia per a orquestres simfòniques i pops; William Zinn i Floyd Werle la van arranjar per a orquestres de corda i banda de vent respectivament.

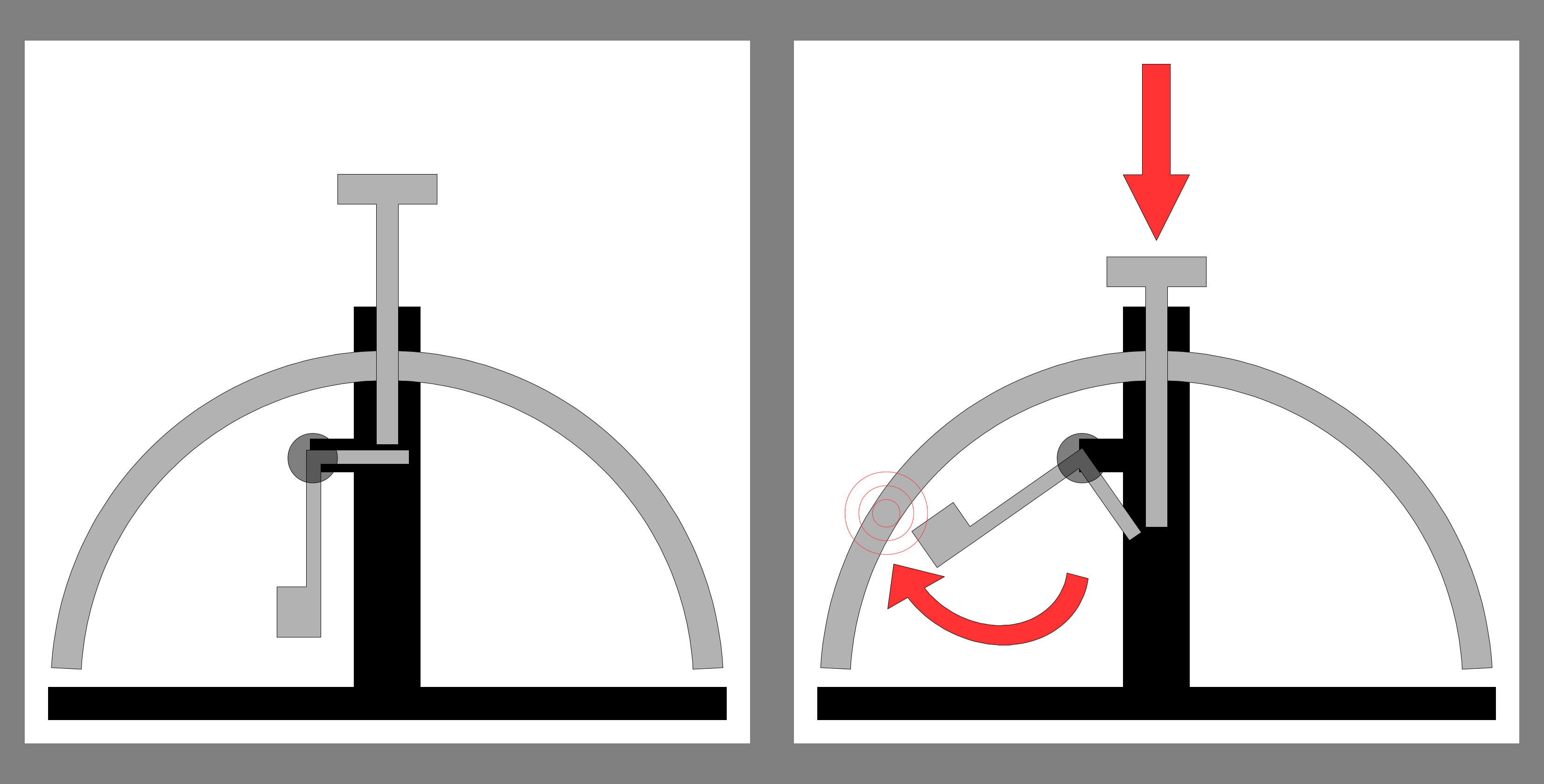
Estructura de campana

El seu nom fa referència al fet que la seva interpretació requereix una màquina d'escriure, mentre que s'utilitza tres sons bàsics de màquina d'escriure: el so d'escriure, l'"anell" del retorn del carro que indica un final de línia proper (s'utilitza un timbre d'escriptori estàndard per a això), i el so del carruatge de la màquina d'escriure que retorna. En alguns casos, el so del carruatge de la màquina d'escriure que torna el fa un instrument fet amb carbassa, una flauta, un instrument de corda o un altre instrument.
La màquina d'escriure es va modificar perquè només funcionessin dues tecles per evitar que les tecles s'enganxessin. Segons el mateix compositor, així com altres músics, la part de la màquina d'escriure és difícil a causa de la velocitat de la mecanografia: fins i tot taquígrafs professionals no ho poden fer i només els bateristes professionals tenen la flexibilitat de canell necessària.
Ha estat qualificada com una de "les peces més enginyoses i intel·ligents del repertori orquestral". L'autor Steve Metcalf ha escrit que "Malgrat la desaparició gairebé total de les màquines d'escriure a la vida quotidiana, les estadístiques mostren que "The Typerwriter" segueix sent un dels articles preferits d'Anderson".
La màquina d'escriure es considera un instrument de percussió, i la part de la màquina d'escriure és interpretada normalment per un percussionista o bateria, o rarament pel director d'orquestra.